# Крутец (Холмовский сельский округ)
Крутец — деревня в Пошехонском районе Ярославской области России. Входит в состав Белосельского сельского поселения, относится к Холмскому сельскому округу.

## География
Расположена в 10 км на запад от деревни Холм, в 26 км на юг от центра поселения села Белого и в 48 км на юго-восток от райцентра города Пошехонье.

## История
Церковь в селе Крутец построена в 1794 году Статским Советником Гавриилом Самсоновичем Муратовым. В ней было три престола: Пресвятой Богородицы, трех Святителей Вселенских и во имя святителя и чудотворца Николая. 
В конце XIX — начале XX века село входило в состав Холмовской волости Пошехонского уезда Ярославской губернии.
С 1929 года село входило в состав Холмского сельсовета Пошехонского района, в 1941 — 1959 годах — в составе Арефинского района, с 2005 года — в составе Белосельского сельского поселения.

## Население
| 1859 | 2002 | 2007 | 2010 |
| ---- | ---- | ---- | ---- |
| 143  | ↘0   | →0   | →0   |